# Peter Halldorf
Peter Samuel Halldorf, född 21 juni 1958 i Norrköpings Östra Eneby församling, Östergötlands län,  är en svensk författare och tidigare pastor i Pingströrelsen, som (2021) är verksam på Nya Slottet i Bjärka-Säby i Vists socken, söder om Linköping.

## Biografi
Halldorf är redaktör och ansvarig utgivare för tidskriften Pilgrim. Pilgrim har sin redaktion i Linköping. Halldorf var fram till 2017 föreståndare för Ekumeniska Kommuniteten i Bjärka-Säby, och medverkar fortfarande (2022) vid retreater och ekumeniska möten som kommuniteten arrangerar på olika platser i Norden. Han är författare till ett stort antal böcker om lärjungaskap, det inre livet och den tidiga kyrkans historia. 
Peter Halldorf har  studerat ökenfäderna, kyrkofäderna och ortodoxa kyrkornas teologi, samt även helgelserörelsen och radikalpietismen. Inte minst Flodbergskretsens radikalpietistiska mystik har intresserat honom, och han har skrivit en bok om denna vänkrets, Hädanefter blir vägen väglös 1997.
Inflytandet från  historiskt rotad, klassisk spiritualitet är grunden för hans undervisning. Biskop emeritus Martin Lönnebo har betytt mycket för honom. De delar samma intresse för östkyrkan.
Halldorf var redaktör för den ekumeniska frikyrkliga tidningen Trots Allt på 1990-talet, och kretsen kring den påverkade hans utveckling. Han är nära vän med Magnus Malm och Ylva Eggehorn från tiden i Nytt Liv/Trots Allt. 
Halldorf är en ekumenisk frontgestalt i svensk frikyrklighet, med ett långvarigt och nära samarbete med såväl svenska kyrkan som med den katolska och ortodoxa kyrkan. År 2022 utsågs han till hedersdoktor vid Lunds universitet med motiveringen att han haft ”ett stort genomslag i svensk kristenhet och väsentligt ökat olika kristna gruppers förståelse för varandra”.
Halldorf var värd i Sommar i P1 i Sveriges radio 1998.

### Familj
Peter Halldorf är son till pastor Samuel Halldorf. Han är gift med legitimerade psykoterapeuten Christina Halldorf och de är föräldrar till teologen Joel Halldorf.

## Priser och utmärkelser
- 2003 – Emmauspriset
- 2003 – Martin Lönnebos spiritualitetspris
- 2004 – Emmauspriset
- 2009 – C S Lewis-priset
- 2015 – H.M. Konungens medalj av 8:e storleken i högblått band "För framstående insatser inom ekumeniken".[9]
- 2022 – Promoverad till teologie hedersdoktor vid Lunds universitet[6]